# La Ville basse
Pour plus de détails, voir Fiche technique et Distribution.
La Ville basse (नीचा नगर, Neecha Nagar) est un film indien réalisé par Chetan Anand, sorti en 1946.
Il est adapté d'un roman en hindi, Neecha Nagar, écrite par Hayatullah Ansari, elle-même inspirée de Les Bas-fonds de l'écrivain russe Maxime Gorki. Le film jette un regard expressionniste sur le fossé qui sépare les riches des pauvres dans la société.

## Fiche technique
- Titre : La Ville basse
- Titre original : नीचा नगर, Neecha Nagar
- Réalisation : Chetan Anand
- Scénario : Khwaja Ahmad Abbas et Hayatulla Ansari
- Musique : Ravi Shankar
- Photographie : Bidyapati Ghosh
- Pays d'origine : Inde
- Format : Noir et blanc - Mono
- Durée : 122 minutes
- Date de sortie : 1946

## Distribution
- Rafiq Anwar : Balraj
- Uma Anand : Maya
- Kamini Kaushal : Rupa
- Rafi Peer : Sarkar
- S.P. Bhatia : Sagar
- Hameed Butt : Yaqoob Chacha
- Mohan Saigal : Raza
- Zohra Sehgal : Bhabi

## Distinctions
Le film a reçu le Grand Prix (ancêtre de la Palme d'or) lors du Festival de Cannes 1946 conjointement avec dix autres films.